# Burgstall Schlössl
Der denkmalgeschützte Burgstall Schlössl, auch als Altes Schloss bezeichnet, befindet sich in der Staatswaldung Schloßberg etwa einen Kilometer westlich des Dorfes Sitzambuch, heute ein Ortsteil von Schnaittenbach im Landkreis Amberg-Sulzbach in Bayern. Die Anlage wird als Bodendenkmal unter der Aktennummer D-3-6438-0012 im Bayernatlas als „mittelalterlicher Burgstall "Schlössl"“ geführt.

## Lage

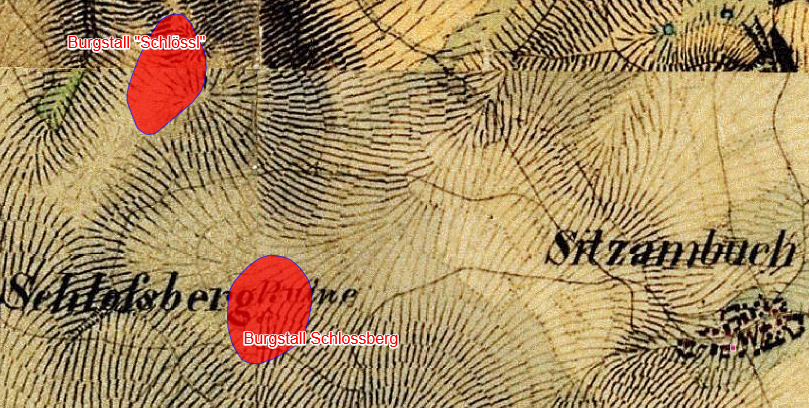
Lageplan des Burgstalls Burgstall "Schlössl" und des Burgstalls Schlossberg auf dem Urkataster von Bayern

Die abgegangene mittelalterliche Höhenburg liegt auf einem kanzelartigen Vorsprung nicht weit unterhalb des Höhenrandes eines Nordhanges des Schloßberges.

## Beschreibung
Der Burgstall besteht aus einem runden, ebenen Platz von ca. 35 m Durchmesser. In seiner nördlichen Hälfte ist er durch einen steil abfallenden Berghang geschützt. In der südlichen Hälfte ist er durch einen Randwall und zwei vorgelegten tieferen Gräben gesichert. Der Randwall ist auf der Westseite zurückgebogen und bildet so für die ehemalige Feste ein Tor, zu dem man aus dem inneren Graben in einer hohlen Gasse aufsteigen muss. Auf dem Burgplatz findet man viele Gruben, die als Spuren von Schatzgräbern zu deuten sind, da hier einer Sage nach ein feuerspeiender Hund einen unermesslich großen Schatz bewachen soll. Finden kann man Reste von Mauerwerk sowie Mörtel- und Ziegelbrocken. Die Wasserversorgung war durch eine Quelle, die im Südosten auf der Sohle des Grabens entspringt und eine weiter 100 m westlich gelegene Quelle gesichert.
Es ist nicht bekannt, ob der Burgstall als Adelssitz ständig bewohnt war oder als Zufluchtsstätte (Fliehburg) nur im Kriegsfall genutzt wurde. Das Walltor könnte auch auf eine Entstehung in vorgeschichtlicher Zeit hinweisen.